# Bill Pearson (Schriftsteller)
Bill Pearson, voller Name William Harrison Pearson (* 18. Januar 1922 in Greymouth; † 27. September 2002 in Auckland) war ein neuseeländischer Schriftsteller und Literaturkritiker. Sein einziger Roman, Coal Flat, galt als bedeutendster neuseeländischer Roman seiner Zeit.

## Leben
Pearsons Vater war als Arbeiter bei der neuseeländischen Eisenbahngesellschaft angestellt; seine Mutter starb, als er 16 Jahre alt war. Mit der Unterstützung seines Vaters nahm Pearson ein Studium der Anglistik an verschiedenen neuseeländischen und englischen Universitäten auf. 1942 arbeitete er für kurze Zeit als Lehrer, diente dann aber trotz seiner pazifistischen Überzeugungen freiwillig als Soldat im Zweiten Weltkrieg, da er es als weniger heuchlerisch empfand, selbst im Krieg zu kämpfen. In einem Ausbildungslager in Ägypten wurde er als untauglich eingestuft, machte jedoch keinen Gebrauch von der Möglichkeit, die Armee zu verlassen, da er fürchtete, ihm könne nachgesagt werden, sich vor dem Kriegsdienst gedrückt zu haben. Er diente schließlich in Japan.
Während dieser Zeit verfasste Pearson (teilweise autobiografische) Erzählungen, die in verschiedenen Literaturzeitschriften veröffentlicht wurden, als Buchausgabe Six Stories jedoch erst 1991 erschienen. Nach dem Krieg kehrte er zurück nach England, wo er sein Studium abschloss und wiederum als Lehrer arbeitete. 1952 promovierte er am King’s College London. Im Laufe der fünfziger Jahre veröffentlichte er verschiedene Essays; gleichzeitig arbeitete er fünfzehn Jahre lang an seinem Roman Coal Flat, der schließlich 1963 erschien. 1959 kehrte Pearson zurück nach Neuseeland, wo er bis 1986 an der Universität Auckland lehrte. Lediglich die Jahre zwischen 1967 und 1969 verbrachte er als Gastprofessor in Canberra, wo er seinen Lebenspartner, den Mediziner Donald Stenhouse kennenlernte. Pearson zählte zu den ersten Hochschullehrern, die Seminare über neuseeländische Literatur anboten. Eine besondere Rolle nahm für ihn dabei die Repräsentation der Māori ein. Weitere fiktionale Werke veröffentlichte Pearson nicht mehr. Pearson vertrat sein Leben lang öffentlich seine politische Ideale; unter anderem setzte er sich aktiv für die atomare Abrüstung, die Rechte von Homosexuellen und gegen die Apartheid ein.

## Werk
Der Roman Coal Flat thematisiert die neuseeländische Mentalität, mit der sich Pearson in kritischer Weise auch schon in seinen Erzählungen und Essays auseinandergesetzt hatte. Wiederkehrende Themen sind dabei Lethargie und Konformismus; Pearson sah es als wahrscheinlich an, dass Neuseeländer auch eine faschistische Regierung akzeptieren würden. Während er diese Sichtweise in einigen Essays explizit darlegte, wird sie in Coal Flat zwar nicht ausgesprochen, spielt aber als wiederkehrendes Motiv eine Rolle. Hauptfigur des Romans ist der junge Lehrer Paul Rogers, der sich zu einem Schüler hingezogen fühlt und schließlich des Kindesmissbrauchs beschuldigt wird. Der Roman hat naturalistische Tendenzen. Von der Kritik wurde Coal Flat teilweise mit George Eliots Roman Middlemarch verglichen. Pearson gab jedoch an, Eliot zum damaligen Zeitpunkt noch nicht gelesen zu haben.
Pearsons kritische Essays beschäftigten sich häufig mit der Repräsentation der Ureinwohner in der Literatur – zunächst speziell in der neuseeländischen, später in der des gesamten Pazifikraums. Sein kritisches und literaturwissenschaftliches Werk wird zum Postkolonialismus gerechnet. Sowohl einseitig negative als auch idealisierende Darstellungen dekonstruierte er und zeigte ihnen zu Grunde liegenden Klischees und Schwächen auf. Dennoch sprach er selbst den indigenen Kulturen Werte zu, die er bei den europäischen Siedlern vermisste. Pearson trat außerdem als Herausgeber von Werken Frank Sargesons auf.

## Bibliografie (Auswahl)
- Coal Flat (Roman, 1963)
- Henry Lawson Among the Maoris (Kritik, 1964)
- Fretful Sleepers and Other Essays (Essays und Kritik, 1974)
- Rifled Sanctuaries: Some Views of the Pacific Islands in Western Literature to 1900 (Kritik, 1984)
- Six Stories (Erzählband, 1991)